# Manny Ayulo
Manuel Leaonedas Ayulo, detto Manny (Burbank, 20 ottobre 1921 – Speedway, 16 maggio 1955), è stato un pilota automobilistico statunitense, deceduto durante le prove della 500 Miglia di Indianapolis 1955.
Tra il 1950 ed il 1960, la 500 Miglia faceva parte del Campionato Mondiale, per questo Ayulo ha all'attivo anche quattro Gran Premi ed un terzo posto in Formula 1, ottenuto alla 500 Miglia di Indianapolis 1951.
Rimase ucciso durante le prove della 500 Miglia di Indianapolis 1955, quando la sua vettura si schiantò direttamente contro un muro di cemento; si scoprì in seguito che non indossava la cintura di sicurezza e le sue tasche erano inspiegabilmente piene di chiavi inglesi.
Ayulo è stato sepolto nel cimitero di San Fernando Mission, a Mission Hills, nella Contea di Los Angeles.

## Risultati in Formula 1
| 1950 | Scuderia    | Vettura       |  |  |    |  |  |  |  |  |  | Punti | Pos. |
| ---- | ----------- | ------------- |  |  | -- |  |  |  |  |  |  | ----- | ---- |
| 1950 | Coast Grain | Maserati 8CTF |  |  | NQ |  |  |  |  |  |  | 0     |      |

| 1951 | Scuderia    | Vettura           |  |   |  |  |  |  |  |  |  | Punti | Pos. |
| ---- | ----------- | ----------------- |  | - |  |  |  |  |  |  |  | ----- | ---- |
| 1951 | Jack Hinkle | Kurtis Kraft 3000 |  | 3 |  |  |  |  |  |  |  | 2     |      |

| 1952 | Scuderia    | Vettura  |  |    |  |  |  |  |  |  |  | Punti | Pos. |
| ---- | ----------- | -------- |  | -- |  |  |  |  |  |  |  | ----- | ---- |
| 1952 | Coast Grain | Lesovsky |  | 20 |  |  |  |  |  |  |  | 0     |      |

| 1953 | Scuderia             | Vettura             |  |     |  |  |  |  |  |  |  | Punti | Pos. |
| ---- | -------------------- | ------------------- |  | --- |  |  |  |  |  |  |  | ----- | ---- |
| 1953 | Peter Schmidt racing | Kuzma Indy Roadster |  | Rit |  |  |  |  |  |  |  | 0     |      |

| 1954 | Scuderia             | Vettura             |  |    |  |  |  |  |  |  |  | Punti | Pos. |
| ---- | -------------------- | ------------------- |  | -- |  |  |  |  |  |  |  | ----- | ---- |
| 1954 | Peter Schmidt racing | Kuzma Indy Roadster |  | 13 |  |  |  |  |  |  |  | 0     |      |

| 1955 | Scuderia             | Vettura           |  |  |    |  |  |  |  |  |  | Punti | Pos. |
| ---- | -------------------- | ----------------- |  |  | -- |  |  |  |  |  |  | ----- | ---- |
| 1955 | Peter Schmidt racing | Kurtis Kraft 500C |  |  | NQ |  |  |  |  |  |  | 0     |      |

| Legenda | 1º posto     | 2º posto | 3º posto    | A punti         | Senza punti/Non class.  | Grassetto – Pole position Corsivo – Giro più veloce |
| Legenda | Squalificato | Ritirato | Non partito | Non qualificato | Solo prove/Terzo pilota | Grassetto – Pole position Corsivo – Giro più veloce |